# Perdita pumila
Perdita pumila är en biart som beskrevs av Timberlake 1964. Perdita pumila ingår i släktet Perdita och familjen grävbin. Inga underarter finns listade i Catalogue of Life.